# Казанофф, Марк
Марк «Каз» Казанофф (англ. Mark «Kaz» Kazanoff; 14 октября 1949 года, Нортгемптон, Массачусетс, США) — американский саксофонист, автор песен, продюсер. Многократный номинант Blues Music Awards в номинации «Блюзовый инструменталист — иной/Блюзовый инструменталист — духовые инструменты» (1997—2009, 2016, 2019, 2021, 2023—2025) . 

## Биография
Марк Казанофф родился в 1949 году в Нортгемптоне, вырос в Вермонте. С раннего детства слушал джаз и блюз из коллекции профессора, на которого работала его мать: «У него было все: от Бикса Бейдербека до Луи Армстронга, от Сона Хауса до Слепого Вилли МакТелла. Я имею в виду, что у этого парня было абсолютно всё. Так что для меня это была музыка. Это было всё, что я слышал, джаз и блюз. И только гораздо позже я узнал, что есть и другие виды музыки» .
Начал играть на губной гармонике в 12 лет, переехав в Бостон и впервые услышав блюз в живом исполнении. После школы уехал в Чикаго, где поступил в колледж и ходил на концерты легенд чикагского блюза, а вскоре и сам влился в блюзовый круг, играя на гармонике. Позднее, уже после окончания колледжа, перешёл на саксофон и вскоре саксофон стал его основным инструментом . Вернувшись в Бостон, создал группу The Rhythm Rockets в составе которой играли а частности Ронни Эрл и Сара Браун. В 1978 году группа посетила Остин, и в 1982 году Марк Казанофф переехал туда окончательно, присоединившись к домашней группы блюзового клуба Antones, где выступал на протяжении 35 лет (Сара Браун провела в клубе 40 лет). Также он работал штатным саксофонистом в студии лейбла Black Top Records . В 1997 году Казанофф основал секцию духовых инструментов из трёх человек под названиемThe Texas Horns. В 2015 году группа выпустила свой первый альбом Blues Gotta Holda Me на лейбле Vizztone. Описанный как «движимый духовыми инструментами, пропитанный блюзом праздник», альбом был записан с участием в частности Уильяма Кларка, Марши Болл и Энсона Фандерберга. В четырёх песнях альбома Марк Казанофф исполняет также партию основного вокала. 
Впервые записался в альбоме Джосайи Сполдинга в 1976 году, следующий альбом записал с Уолтером Хортоном и вскоре приобрёл большую востребованность как сессионный саксофонист. Он записался более чем в 200 альбомах (по подсчётам самого музыканта по состоянию на 2022 год их было 230—240 ), выпущенных такими музыкантами как , Марша Болл, Мемфис Слим,  Энсон Фандерберг, Снукс Иглин, Эрл Кинг, Хьюберт Самлин, Джеймс Коттон, Роберт Уорд, Даррелл Налиш, Мария Малдор, Кэрол Фран, Ким Уилсон, Гитар Шорти, Соломон Бёрк, Лавель Уайт, Уильям Кларк, Филлип Уокер, Лонг Джон Хантер и многие другие. Сам музыкант не выпустил ни одного сольного альбома под своим именем. 
Номинант премии Austin Music Award (1988). Участвовал в записи концерта Делберта МакКлинтона Live from Austin, номинанта Грэмми 1989 года.
Живёт в Остине, Техас, где окончил университет, получив докторскую степень. Продолжает выступления в клубах и на фестивалях, как и сессионную работу; также занят продюсированием молодых артистов. Преподаватель теории музыки и курса саксофона в течение двадцати лет в епископальной средней школе Святого Стефана в Остине.
«Казалось невозможно купить альбом, где Каз не играл бы на тенор-, альт- или баритон-саксофоне, а часто и на всех трех» .

## Дискография

### В составе The Texas Horns
- 2015: Blues Gotta Holda Me (Vizztone Label Group)
- 2019: Get Here Quick (Severn Records)
- 2022: Cornell Dupree Featuring The Texas Horns: Doin' Alright (P-Vine Records)
- 2015: Everybody Let's Roll (Blue Heart Records)